# 艾恩代爾鎮區 (明尼蘇達州克羅溫縣)
艾恩代爾鎮區（英語：Irondale Township）是位於美國明尼蘇達州克羅溫縣的一個行政鎮區。

## 地方資料
艾恩代爾鎮區的面積為80.33平方千米，當中陸地面積為71.42平方千米，而水域面積為8.91平方千米。根據2020年美國人口普查的數據，當地共有人口1262人，而人口密度為每平方千米15.71人。